# So Much (for) Stardust
So Much (for) Stardust è l'ottavo album in studio del gruppo musicale statunitense Fall Out Boy, pubblicato nel 2023.

## Tracce
Testi e musiche di Pete Wentz, Patrick Stump, Joe Trohman e Andy Hurley eccetto dove indicato.
1. Love from the Other Side – 4:39
2. Heartbreak Feels So Good – 3:37
3. Hold Me Like a Grudge – 3:35
4. Fake Out – 3:29
5. Heaven, Iowa – 3:56
6. So Good Right Now – 2:58 (Wentz, Stump, Trohman, Hurley, Robert Byrd)
7. The Pink Seashell (featuring Ethan Hawke) – 1:02 (Wentz, Stump, Trohman, Hurley, Hawke)
8. I Am My Own Muse – 3:45
9. Flu Game – 3:38
10. Baby Annihilation – 1:07
11. The Kintsugi Kid (Ten Years) – 3:55
12. What a Time to Be Alive – 3:42
13. So Much (for) Stardust – 4:51

Traccia Bonus Edizione Deluxe
1. We Didn't Start The Fire – 3:35

## Formazione
- Patrick Stump – voce, chitarra, arrangiamenti
- Pete Wentz – basso, voce
- Andy Hurley – batteria, percussioni
- Joe Trohman – chitarra, tastiera

Altri musicisti
- Bill Reichenbach Jr. – trombone basso, trombone (1, 8, 12, 13)
- Dan Fornero – flicorno soprano, tromba (1, 8, 12, 13)
- Wayne Bergeron – flicorno soprano, tromba (1, 8, 12, 13)
- London Metropolitan Orchestra – orchestra (1, 7, 8, 12, 13)
- Dan Higgins – legni (1, 8, 12, 13)
- Julia Waters Tillman – cori (5, 9, 13)
- Luther Waters – cori (5, 9, 13)
- Maxine Waters Willard – cori (5, 9, 13)
- Oren Waters – cori (5, 9, 13)
- Ethan Hawke – voce (7)
- Marvel Jane Love Wentz – voce (11)